# Concile d'Anse (994)
Pour les articles homonymes, voir Concile d'Anse.
Le concile d'Anse est un synode provincial qui s'est tenu dans la ville d'Anse, près de Lyon, en France, vers 994. Ce concile nous est notamment connu par un texte du XIIe siècle dont l'authenticité n'a jamais été remise en question, mais qui a pu être interpolé.

## Contexte
Ce concile s'inscrit dans la série plus large des assemblées ecclésiastiques visant à mettre en place la paix de Dieu. Entre autres, on y mentionna les canons qui exigent « le repos dominical, les abstinences des mercredi et vendredi, la chasteté des clercs, la conservation convenable des hosties consacrées ». 
Plus particulièrement, ce concile fut important pour les moines clunisiens. L'abbé clunisien Maïeul de Cluny (910-994) venait de mourir et son jeune successeur, Odilon de Cluny, devait se protéger des ambitions des seigneurs voisins de l'abbaye. Le concile accédera à la demande de protection d'Odilon en réitérant les privilèges pontificaux qui garantissaient l'inviolabilité de toutes les possessions temporelles des clunisiens. Au contraire, on demanda même aux seigneurs de protéger les moines plutôt que de chercher à les dépouiller. On reconnut également la potestas, le pouvoir ou possession, dont jouissaient les Clunisiens sur leurs terres et les hommes qui l'habitaient.

## Participants
Le concile réunit trois archevêques ainsi qu'une dizaine de prélats suffragants, :
- archevêque de Lyon, Burchard II ;
  - Autun, Gautier Ier (Walterus) ;
  - Chalon, Lambert ;
  - Mâcon, Liébaud (Ledbald) de Brancion ;

- archevêque de Vienne, Thibaud ;
  - Grenoble, Humbert ;
  - Valence, Guigues ;

- archevêque de Tarentaise, Anizo/Amizon[8]
  - Aoste, Anselme ;
  - Maurienne, Éverard/Éberard/Évrard ;

- Uzès, Héribald (Aribald, Arbaud).

Le médiéviste François Demotz précise « En dehors de la Provence, ne manquent que l'évêque de Bâle, celui de Belley et l'archevêque de Besançon. »
Les prélats bourguignons sont considérés, en partie, comme des fidèles du roi de Bourgogne, Rodolphe III.

## Les canons adoptés
Neuf canons de discipline ecclésiastique sont adoptés, concernant entre autres la conservation des espèces eucharistiques, le repos dominical, l’abstinence du mercredi, le jeûne du vendredi, l’institution de la fête des Trépassés.